# The Devil Cried
«The Devil Cried» (рус. Плач Дьявола) — песня английской группы Black Sabbath c их сборного альбома Black Sabbath: The Dio Years , выпущенного в 2007 г.  Песня достигла 38 места в чарте Hot Mainstream Rock Tracks.
Это одна из трех новых песен (помимо «Shadow of the Wind» и «Ear in the Wall») написанных специально для альбома. Тони Айомми охаректиризовал песню как «среднетемповая песня с прекрасным вокалом, я думаю она действительно хороша.» Идея написания песни появилась у Айомми осенью 2006 года после получения информации о намерении звукозаписывающей компании составить сборник из материала эры Дио. Первоначально демо песни записанное Дио, Айомми и Батлером было передано Биллу Уорду для написания партий ударных и для репетиций, однако он тянул время а также отказался принимать участие в последующем туре. В связи с этим было принято решение использовать Винни Апписа.
Согласно заявлению Дио, данным им на буклете к диску Live from Radio City Music Hall, эта песня «о возможности души попасть в Рай даже если она попала в Ад, заставив дьявола плакать».

## Участники записи
- Тони Айомми — гитара
- Ронни Джеймс Дио — вокал
- Гизер Батлер — бас-гитара
- Винни Апписи — ударные